# Basílica de San Fidel (Victoria)
La basílica de San Fidel (en inglés: Basilica of St. Fidelis) comúnmente conocida como la «catedral de las Llanuras» (Cathedral of the Plains), es un edificio religioso de estilo neorrománico, que es la iglesia parroquial católica en Victoria, Kansas, Estados Unidos.
Fue construida desde 1908 hasta 1911 y se agrega al Registro Nacional de lugares históricos de Estados Unidos en 1971.